# Gouvernement Armengol II
Îles Baléares
Armengol I Prohens
Le gouvernement Armengol II (en catalan : Segon Govern de Francina Armengol) est le gouvernement des îles Baléares entre le 3 juillet 2019 et le 10 juillet 2023, sous la Xe législature du Parlement.

## Historique
Ce gouvernement est dirigé par la présidente des îles Baléares socialiste sortante Francina Armengol. Il est constitué d'une coalition de gauche entre le Parti socialiste des îles Baléares-PSOE (PSIB-PSOE), Unidas Podemos (UP) et Més per Mallorca (MÉS). Ensemble, ils disposent de 29 députés sur 59, soit 49,2 % des sièges du Parlement. Il bénéficie du soutien sans participation de Més per Menorca, qui compte deux députés.
Il est formé à la suite des élections parlementaires du 26 mai 2019.
Il succède donc au gouvernement Armengol I, constitué d'une coalition entre le Parti socialiste et Més per Mallorca, bénéficiant du soutien de Podemos et Més per Menorca.

### Formation
Au cours du scrutin, le PSIB-PSOE devient pour la première fois de son histoire la première force parlementaire des îles Baléares. Les partis formant ou soutenant le gouvernement sortant confirment leur majorité absolue avec un total de 31 députés, soit autant que lors du scrutin précédent.
Le 27 juin 2019, Francina Armengol remporte le vote d'investiture au Parlement par 32 voix favorables, 24 contre et trois abstentions ; la députée de Gent per Formentera (GxF) ajoute effectivement son suffrages à ceux de la majorité sortante, tandis que les trois élus d'El Pi – Proposta per les Illes choisissent de ne pas prendre position. La composition de l'exécutif est annoncée le 2 juillet et les conseillers prennent leurs fonctions le lendemain.

## Composition

### Initiale
| Fonction | Titulaire | Titulaire                                             | Parti   |
| --- | --------- | ----------------------------------------------------- | ------- |
| Présidente |           | Francesca Lluch Armengol i Socías                     | PSOE    |
| Vice-président Conseiller à la Transition énergétique et aux Secteurs productifs                               |           | Juan Pedro Yllanes Súarez                             | Podemos |
| Conseillère à la Présidence, à la Culture et à l'Égalité Secrétaire et porte-parole du conseil de gouvernement |           | Pilar Costa Serra                                     | PSOE    |
| Conseillère aux Finances et aux Relations extérieures                                                          |           | Rosario Sánchez Grau                                  | PSOE    |
| Conseiller au Modèle économique, au Tourisme et au Travail                                                     |           | Iago Negueruela i Vázquez                             | PSOE    |
| Conseillère aux Affaires sociales et aux Sports                                                                |           | Josefa Santiago Rodríguez                             | Més     |
| Conseiller à l'Éducation, à l'Enseignement supérieur et à la Recherche                                         |           | Martí Xavier March Cerdà                              | PSOE    |
| Conseillère à la Santé et à la Consommation                                                                    |           | Patricia Juana Gómez Picard                           | PSOE    |
| Conseiller à la Mobilité et au Logement                                                                        |           | Marc Isaac Pons Pons                                  | PSOE    |
| Conseiller à l'Environnement et au Territoire                                                                  |           | Miquel Mir Gual                                       | Més     |
| Conseillère à l'Agriculture, à la Pêche et à l'Alimentation                                                    |           | María Asunción Jacoba Pía de la Concha García-Mauriño | Podemos |
| Conseillère aux Administrations publiques et à la Modernisation                                                |           | Isabel Castro Fernández                               | PSOE    |

### Remaniement du 14 février 2021
- Les nouveaux conseillers sont indiqués en gras, ceux ayant changé d'attributions en italique.

| Fonction | Titulaire | Titulaire                                                    | Parti   |
| --- | --------- | ------------------------------------------------------------ | ------- |
| Présidente                                                                                                  |           | Francesca Lluch Armengol i Socías (jusqu'au 19/06/2023)      | PSOE    |
| Présidente                                                                                                  |           | María Asunción Jacoba Pía de la Concha García-Mauriño (a.i.) | Podemos |
| Vice-président Conseiller à la Transition énergétique, aux Secteurs productifs et à la Mémoire démocratique |           | Juan Pedro Yllanes Súarez (jusqu'au 30/06/2023)              | Podemos |
| Conseillère à la Présidence, à la Fonction publique et à l'Égalité                                          |           | Mercedes Garrido Rodríguez                                   | PSOE    |
| Conseillère aux Finances et aux Relations extérieures                                                       |           | Rosario Sánchez Grau                                         | PSOE    |
| Conseiller au Modèle économique, au Tourisme et au Travail Porte-parole du gouvernement                     |           | Iago Negueruela i Vázquez                                    | PSOE    |
| Conseillère aux Affaires sociales et aux Sports                                                             |           | Josefa Santiago Rodríguez                                    | Més     |
| Conseiller à l'Éducation et à la Formation professionnelle                                                  |           | Martí Xavier March Cerdà                                     | PSOE    |
| Conseillère à la Santé et à la Consommation                                                                 |           | Patricia Juana Gómez Picard                                  | PSOE    |
| Conseiller aux Fonds européens, à l'Enseignement supérieur et à la Culture                                  |           | Miquel Company i Pons                                        | PSOE    |
| Conseiller à l'Environnement et au Territoire                                                               |           | Miquel Mir Gual                                              | Més     |
| Conseillère à l'Agriculture, à la Pêche et à l'Alimentation                                                 |           | María Asunción Jacoba Pía de la Concha García-Mauriño        | Podemos |
| Conseiller à la Mobilité et au Logement                                                                     |           | Josep Marí i Ribas (jusqu'au 23/06/2023)                     | PSOE    |